# Don't Cha
"Don't Cha" is een single van Tori Alamaze uit 2004. Het nummer is echter vooral bekend geworden als een cover door de Pussycat Dolls in 2005. Het is uitgebracht op het succesalbum PCD. Waar het nummer van Alamaze weinig succes boekte, boekte de coverversie van de Pussycat Dolls dat wel. Het was een succes in de Verenigde Staten en debuteerde op #1 in het Verenigd Koninkrijk. Het was hun eerste #1 hit in dat land.